# 西宮市立塩瀬中学校
西宮市立塩瀬中学校（にしのみやしりつ しおせちゅうがっこう）は兵庫県西宮市にある公立中学校。

## 概要
基本的には西宮市立名塩小学校、西宮市立東山台小学校、西宮市立生瀬小学校の卒業生が入学する（転校生は例外）。
- 西宮市内で唯一、校門やフェンスを設置していない学校であった(現在は設置済み)。
- 現在の校舎は鉄筋コンクリート造で、1984年（昭和59年）3月1日に建築。築34年。4階建て[1]。

## 沿革
| 年代                       | 沿革                                                 |
| -------------------------- | ---------------------------------------------------- |
| 1947年（昭和22年）4月1日   | 学校設置許可により、有馬郡塩瀬村立塩瀬中学校と称する |
| 1947年（昭和22年）5月1日   | 開校式                                               |
| 1949年（昭和24年）5月1日   | 校章制定                                             |
| 1950年（昭和25年）2月3日   | 新校舎移転（現在）                                   |
| 1950年（昭和25年）10月10日 | 校歌制定                                             |
| 1951年（昭和26年）3月5日   | 校旗制定                                             |
| 1951年（昭和26年）4月1日   | 町村合併により西宮市立塩瀬中学校と改称               |
| 1963年（昭和38年）5月19日  | マラソン道路完成                                     |
| 1989年（平成元年）4月3日   | 体育館・格技室・金工室・木工室・プール更衣室完成     |
| 1993年（平成5年）9月7日    | コンピュータ室完成                                   |
| 1996年（平成8年）5月18日   | 創立50周年式典                                       |
| 2007年（平成19年）6月9日   | 創立60周年記念行事開催                               |
| 2016年（平成28年）5月2日   | 創立70周年を祝う会開催                               |
| 2023年（令和5年）          | 制服を新調                                           |

### マラソン
生徒により建設されたマラソン用道路が1963年（昭和38年）に完成した時より業間マラソンを行っている。現在は、原則として6限目の授業（2007年（平成19年）度までは5限目）終了後に総合的学習の一環としてマラソン及びマラソン学習を行っている。

## 部活動

### 運動部
- 野球部
- サッカー部
- バスケットボール部
- バドミントン部
- バレーボール部
- 卓球部
- 陸上競技部

### 文化部
- 吹奏楽部
- 美術部
- 茶道部
- 囲碁将棋部
- 家庭科部

## 著名な出身者
- 桂小枝（落語家）
- 加納永美子（ファッションモデル）
- 生瀬勝久（俳優）

## 交通アクセス
最寄の鉄道駅は、西日本旅客鉄道は西宮名塩駅（駅番号 JR-G58）である。

## 校区
西宮市立名塩小学校、西宮市立東山台小学校、西宮市立生瀬小学校の校区を同中学校の校区としている。
具体的には以下のとおりである。
- 名塩山荘
- 名塩ガーデン
- 名塩茶園町
- 名塩南台1-4丁目
- 名塩平成台
- 名塩さくら台1-4丁目
- 名塩1-3丁目
- 名塩木之元
- 名塩東久保
- 名塩赤坂18番、塩瀬町名塩（西宮市立北六甲台小学校の通学区域を除く区域）
- 東山台
- 名塩新町
- 清瀬台

- 国見台1-6丁目

- 塩瀬町生瀬
- 生瀬町1・2丁目
- 生瀬東町
- 青葉台1・2丁目
- 宝生ケ丘1・2丁目
- 生瀬高台
- 花の峯
- 生瀬武庫川町

## 校区内の主な施設・周辺施設
周辺施設等は、次の通りである。
- 西宮市役所 塩瀬支所
- 西宮市立図書館 北部図書館
- 塩瀬児童センター
- 西宮市消防局 北消防署
- 西宮警察署 名塩交番
- 西宮名塩駅
- 名塩和紙学習館
- 西宮名塩サービスエリア
- 旧国鉄福知山線廃線跡

## 通学区域が隣接している学校
- 西宮市立山口中学校
- 宝塚市立光ガ丘中学校
- 宝塚市立御殿山中学校
- 宝塚市立西谷中学校
- 神戸市立北神戸中学校

## 生徒数
全校生徒数は698人（2022年4月7日時点）である。
以下のグラフは、全校生徒数の推移である。

（たて : 全校生徒数）（よこ : 西暦20XX年）

## 事件・不祥事
・2012年6月13日ごろ、同中学校の12歳と13歳の男女計16人の生徒が体調不良を訴え病院に搬送され、
生徒らが体調不良を訴える前に、同中学校の中庭に害虫駆除剤を散布したとのことであり、西宮署がそれとの関連性を調べている。
・2015年5月28日ごろ男性教諭が学校で死亡する事件が発生した。転落死か自殺とみられる。